# Boudouardova ravnoteža
Boudouardova ravnoteža ili Boudouardova reakcija je kemijska ravnoteža koja se uspostavlja kod reakcije ugljikova(IV) oksida (ugljikov dioksid) s ugljikom u visokoj peći. Zbog endotermnosti reakcije povećanje temperature pomiče reakciju udesno, a sniženje temperature ulijevo:
2CO {\displaystyle \rightleftharpoons } CO2 + C
Reakcija u smjeru s lijeva na desno se naziva Bellova reakcija (prema I. L. Bellu), dok s desna na lijevo se naziva Boudouardova reakcija (prema Octave Leopold Boudouardu (1872. — 1923.)). Što je veća temperatura to više prevladava Boudouardova reakcija. Tako na primjer na temperaturi od 825 ºC, prevladava Boudouardova reakcija s otprilike 90%.
Boudouardova reakcija se u visokoj peći odvija u zoni redukcije, koja se nalazi iznad zone oksidacije. U zoni oksidacije gorivo potpuno sagorijeva s kisikom iz zraka, čime se oslobađa toplina sagorijevanja i postiže temperatura oko 1200 °C. Osnovna reakcija oksidacije prikazuje se jednadžbom:
C + O2 = CO2
Kemijska ravnoteža je stupanj reverzibilne reakcije u zatvorenom sustavu kad se napredna i povratna reakcija događaju istom brzinom, a njihovi se učinci međusobno poništavaju, dok se koncentracije reaktanata i produkata ne mijenjaju.